# Bougainvillia charcoti
Bougainvillia charcoti är en nässeldjursart som beskrevs av Le Danois 1913. Bougainvillia charcoti ingår i släktet Bougainvillia och familjen Bougainvilliidae. Inga underarter finns listade i Catalogue of Life.